# Coupe d'Europe de rugby à XV 2005-2006
Navigation
H-Cup 2004-2005 H-Cup 2006-2007
La onzième Coupe d'Europe de rugby 2005-2006 réunit des clubs irlandais, italiens, écossais, gallois, anglais et français. Les formations s'affrontent dans une première phase de six poules de quatre clubs, puis par élimination directe. Pour la première fois, une nation est représentée par sept clubs. La France gagne ce droit grâce aux bons résultats des clubs français dans l'édition précédente (finale franco-française et trois clubs en demi-finales). À noter que la dernière place qualificative s'est jouée dans un match de barrage disputé le 29 mai 2005, qui a vu les Gallois de Cardiff Blues disposer 38 à 9 des Italiens de Viadana.
En matches de poules, la victoire rapporte quatre points, un nul deux points et une défaite rien. De plus, un point de bonus est accordé aux équipes marquant au moins quatre essais et/ou perdant par sept points au plus.
Les quarts de finale sont disputés par les six équipes arrivées en tête de leur poule, elles sont classées de 1 à 6, et les deux meilleures deuxièmes (celles qui ont le plus grand total de points) sont classées 7 et 8. Les oppositions sont définies de la manière suivante : équipes 1 contre 8, de même, 2 contre 7, 3 / 6 et 4 / 5.
La suite de la compétition se fait par élimination directe à chaque tour.
La compétition se rééquilibre par rapport à l'année précédente où le dernier carré est composé de deux provinces irlandaises, le Leinster et le Munster, de l'équipe anglaise de Bath Rugby et du club français du Biarritz olympique. Le tenant du titre, le Stade toulousain, après avoir fait une très bonne première phase de poule (meilleur premier avec cinq victoires et un nul), se fait surprendre à domicile en quart par les Irlandais du Leinster. Les Toulousains ne peuvent défendre leur titre. La finale a lieu le 20 mai 2006 au Millennium Stadium de Cardiff entre les Biarrots et les Irlandais du Munster. L'expérience compte sans doute ce jour-là car les Irlandais sont enfin sacrés champions d'Europe à leur troisième finale en battant le Biarritz olympique qui joue sa première finale.

## Première phase

### Notations
Signification des abréviations :
- Pts : points de classement
- J : matches joués
- V : nombre de victoires
- N : nombre de matches nuls
- D : nombre de défaites
- EM : nombre d'essais marqués
- EE : nombre d'essais encaissés
- BO : points de bonus offensif
- BD : points de bonus défensif
- PM : nombre de points marqués
- PE : nombre de points encaissés
- Δ : différence de points

### Poule 1
| Équipe                | Nation         |
| --------------------- | -------------- |
| Munster               | Irlande        |
| Sale Sharks           | Angleterre     |
| Castres olympique     | France         |
| Newport Gwent Dragons | Pays de Galles |

| Équipe                | Pts | J | V | N | D | EM | EE | BO | BD | PM  | PE  | Δ    |
| --------------------- | --- | - | - | - | - | -- | -- | -- | -- | --- | --- | ---- |
| Munster (4)           | 23  | 6 | 5 | 0 | 1 | 22 | 6  | 3  | 0  | 186 | 87  | +99  |
| Sale Sharks (7)       | 23  | 6 | 5 | 0 | 1 | 17 | 9  | 3  | 0  | 159 | 84  | +75  |
| Newport Gwent Dragons | 6   | 6 | 1 | 0 | 5 | 14 | 20 | 1  | 1  | 99  | 168 | -69  |
| Castres olympique     | 6   | 6 | 1 | 0 | 5 | 8  | 26 | 1  | 1  | 90  | 195 | -105 |

| Date        | Lieu                           | Équipe                | Score   | Adversaire            |
| ----------- | ------------------------------ | --------------------- | ------- | --------------------- |
| 21 octobre  | Edgeley Park, Stockport        | Sale Sharks           | 27 - 13 | Munster               |
| 22 octobre  | Pierre-Antoine, Castres France | Castres olympique     | 29 - 24 | Newport Gwent Dragons |
| 28 octobre  | Rodney Parade, Newport         | Newport Gwent Dragons | 11 – 38 | Sale Sharks           |
| 29 octobre  | Thomond Park, Limerick         | Munster               | 42 – 16 | Castres olympique     |
| 9 décembre  | Pierre-Antoine, Castres        | Castres olympique     | 16 - 20 | Sale Sharks           |
| 10 décembre | Rodney Parade, Newport         | Newport Gwent Dragons | 8 - 24  | Munster               |
| 16 décembre | Edgeley Park, Stockport        | Sale Sharks           | 35 - 3  | Castres olympique     |
| 17 décembre | Thomond Park, Limerick         | Munster               | 30 - 18 | Newport Gwent Dragons |
| 13 janvier  | Pierre-Antoine, Castres        | Castres olympique     | 9 - 46  | Munster               |
| 15 janvier  | Edgeley Park, Stockport        | Sale Sharks           | 30 - 10 | Newport Gwent Dragons |
| 21 janvier  | Rodney Parade, Newport         | Newport Gwent Dragons | 28 - 17 | Castres olympique     |
| 21 janvier  | Thomond Park, Limerick         | Munster               | 31 - 9  | Sale Sharks           |

### Poule 2
| Équipe          | Nation         |
| --------------- | -------------- |
| USA Perpignan   | France         |
| Leeds Tykes     | Angleterre     |
| Rugby Calvisano | Italie         |
| Cardiff Blues   | Pays de Galles |

| Équipe            | Pts | J | V | N | D | EM | EE | BO | BD | PM  | PE  | Δ    |
| ----------------- | --- | - | - | - | - | -- | -- | -- | -- | --- | --- | ---- |
| USA Perpignan (5) | 23  | 6 | 5 | 0 | 1 | 20 | 5  | 2  | 1  | 160 | 52  | +108 |
| Leeds Tykes       | 20  | 6 | 4 | 0 | 2 | 19 | 9  | 3  | 1  | 143 | 91  | +52  |
| Cardiff Blues     | 15  | 6 | 3 | 0 | 3 | 16 | 18 | 3  | 0  | 128 | 145 | -17  |
| Rugby Calvisano   | 0   | 6 | 0 | 0 | 6 | 4  | 27 | 0  | 0  | 48  | 191 | -143 |

| Date        | Lieu                   | Équipe          | Score   | Adversaire      |
| ----------- | ---------------------- | --------------- | ------- | --------------- |
| 22 octobre  | Arms Park, Cardiff     | Cardiff Blues   | 40 - 13 | Leeds Tykes     |
| 22 octobre  | San Michele, Calvisano | Rugby Calvisano | 6 - 25  | USA Perpignan   |
| 28 octobre  | Aimé-Giral, Perpignan  | USA Perpignan   | 37 - 14 | Cardiff Blues   |
| 28 octobre  | Headingley, Leeds      | Leeds Tykes     | 33 – 16 | Rugby Calvisano |
| 10 décembre | San Michele, Calvisano | Rugby Calvisano | 10 - 25 | Cardiff Blues   |
| 11 décembre | Headingley, Leeds      | Leeds Tykes     | 21 - 20 | USA Perpignan   |
| 17 décembre | Arms Park, Cardiff     | Cardiff Blues   | 43 - 16 | Rugby Calvisano |
| 17 décembre | Aimé-Giral, Perpignan  | USA Perpignan   | 12 - 8  | Leeds Tykes     |
| 14 janvier  | Arms Park, Cardiff     | Cardiff Blues   | 3 - 21  | USA Perpignan   |
| 14 janvier  | San Michele, Calvisano | Rugby Calvisano | 0 - 20* | Leeds Tykes     |
| 22 janvier  | Aimé-Giral, Perpignan  | USA Perpignan   | 45 - 0  | Rugby Calvisano |
| 22 janvier  | Headingley, Leeds      | Leeds Tykes     | 48 - 3  | Cardiff Blues   |

(*) Calvisano - Leeds Tykes a été plusieurs fois reporté à cause du gel. L'ERC a finalement donné match gagné à Leeds 20-0 sur tapis vert, avec 4 essais et donc point de bonus.

### Poule 3
| Équipe               | Pays           |
| -------------------- | -------------- |
| Leicester Tigers     | Angleterre     |
| Stade français Paris | France         |
| ASM Clermont         | France         |
| Ospreys              | Pays de Galles |

| Équipe               | Pts | J | V | N | D | EM | EE | BO | BD | PM  | PE  | Δ   |
| -------------------- | --- | - | - | - | - | -- | -- | -- | -- | --- | --- | --- |
| Leicester Tigers (3) | 24  | 6 | 5 | 0 | 1 | 19 | 10 | 3  | 1  | 179 | 111 | +68 |
| Stade français Paris | 20  | 6 | 4 | 0 | 2 | 16 | 7  | 2  | 2  | 148 | 98  | +50 |
| Ospreys              | 9   | 6 | 2 | 0 | 4 | 9  | 20 | 0  | 1  | 90  | 144 | -54 |
| ASM Clermont         | 6   | 6 | 1 | 0 | 5 | 14 | 21 | 1  | 1  | 136 | 200 | -64 |

| Date        | Lieu                              | Équipe               | Score   | Adversaire           |
| ----------- | --------------------------------- | -------------------- | ------- | -------------------- |
| 22 octobre  | Welford Road, Leicester           | Leicester Tigers     | 57 - 23 | ASM Clermont         |
| 23 octobre  | Liberty Stadium, Landore          | Ospreys              | 13 - 8  | Stade français Paris |
| 29 octobre  | Stade Charléty, Paris             | Stade français Paris | 12 - 6  | Leicester Tigers     |
| 30 octobre  | Marcel-Michelin, Clermont-Ferrand | ASM Clermont         | 34 - 14 | Ospreys              |
| 10 décembre | Marcel-Michelin, Clermont-Ferrand | ASM Clermont         | 12 - 16 | Stade français Paris |
| 11 décembre | Welford Road, Leicester           | Leicester Tigers     | 30 - 12 | Ospreys              |
| 17 décembre | Liberty Stadium, Landore          | Ospreys              | 15 - 17 | Leicester Tigers     |
| 18 décembre | Jean-Bouin, Paris                 | Stade français Paris | 47 - 28 | ASM Clermont         |
| 14 janvier  | Liberty Stadium, Landore          | Ospreys              | 26 - 12 | ASM Clermont         |
| 15 janvier  | Welford Road, Leicester           | Leicester Tigers     | 29 - 22 | Stade français Paris |
| 20 janvier  | Marcel-Michelin, Clermont-Ferrand | ASM Clermont         | 27 - 40 | Leicester Tigers     |
| 20 janvier  | Jean-Bouin, Paris                 | Stade français Paris | 43 - 10 | Ospreys              |

### Poule 4
| Équipe             | Pays       |
| ------------------ | ---------- |
| Saracens           | Angleterre |
| Biarritz olympique | France     |
| Ulster             | Irlande    |
| Benetton Trévise   | Italie     |

| Équipe                 | Pts | J | V | N | D | EM | EE | BO | BD | PM  | PE  | Δ    |
| ---------------------- | --- | - | - | - | - | -- | -- | -- | -- | --- | --- | ---- |
| Biarritz olympique (2) | 24  | 6 | 5 | 0 | 1 | 24 | 10 | 4  | 0  | 182 | 93  | +89  |
| Saracens               | 17  | 6 | 4 | 0 | 2 | 12 | 13 | 1  | 0  | 128 | 129 | -1   |
| Ulster                 | 14  | 6 | 3 | 0 | 3 | 15 | 13 | 2  | 0  | 126 | 111 | +15  |
| Benetton Trévise       | 3   | 6 | 0 | 0 | 6 | 13 | 28 | 2  | 1  | 104 | 207 | -103 |

| Date        | Lieu                   | Équipe             | Score   | Adversaire         |
| ----------- | ---------------------- | ------------------ | ------- | ------------------ |
| 21 octobre  | Ravenhill, Belfast     | Ulster             | 27 - 0  | Benetton Trévise   |
| 23 octobre  | Vicarage Road, Watford | Saracens           | 22 - 10 | Biarritz olympique |
| 29 octobre  | Di Monigo, Trévise     | Benetton Trévise   | 17 – 30 | Saracens           |
| 29 octobre  | Aguiléra, Biarritz     | Biarritz olympique | 33 – 19 | Ulster             |
| 9 décembre  | Ravenhill, Belfast     | Ulster             | 19 - 10 | Saracens           |
| 11 décembre | Aguiléra, Biarritz     | Biarritz olympique | 34 - 7  | Benetton Trévise   |
| 17 décembre | Vicarage Road, Watford | Saracens           | 18 - 10 | Ulster             |
| 17 décembre | Di Monigo, Trévise     | Benetton Trévise   | 24 - 38 | Biarritz olympique |
| 13 janvier  | Ravenhill, Belfast     | Ulster             | 8 - 24  | Biarritz olympique |
| 15 janvier  | Vicarage Road, Watford | Saracens           | 35 - 30 | Benetton Trévise   |
| 21 janvier  | Aguiléra, Biarritz     | Biarritz olympique | 43 - 13 | Saracens           |
| 21 janvier  | Di Monigo, Trévise     | Benetton Trévise   | 26 - 43 | Ulster             |

### Poule 5
| Équipe              | Pays       |
| ------------------- | ---------- |
| Bath Rugby          | Angleterre |
| CS Bourgoin-Jallieu | France     |
| Leinster            | Irlande    |
| Glasgow Warriors    | Écosse     |

| Équipe              | Pts | J | V | N | D | EM | EE | BO | BD | PM  | PE  | Δ   |
| ------------------- | --- | - | - | - | - | -- | -- | -- | -- | --- | --- | --- |
| Bath Rugby (6)      | 23  | 6 | 5 | 0 | 1 | 18 | 9  | 3  | 0  | 166 | 111 | +55 |
| Leinster (8)        | 22  | 6 | 4 | 0 | 2 | 28 | 13 | 4  | 2  | 214 | 124 | +90 |
| CS Bourgoin-Jallieu | 9   | 6 | 2 | 0 | 4 | 9  | 24 | 1  | 0  | 109 | 195 | -86 |
| Glasgow Warriors    | 6   | 6 | 1 | 0 | 5 | 16 | 25 | 1  | 1  | 131 | 190 | -59 |

| Date        | Lieu                           | Équipe              | Score   | Adversaire          |
| ----------- | ------------------------------ | ------------------- | ------- | ------------------- |
| 21 octobre  | Pierre-Rajon, Bourgoin-Jallieu | CS Bourgoin-Jallieu | 16 - 3  | Glasgow Warriors    |
| 22 octobre  | RDS Arena, Dublin              | Leinster            | 19 - 22 | Bath Rugby          |
| 29 octobre  | Recreation Ground, Bath        | Bath Rugby          | 39 - 12 | CS Bourgoin-Jallieu |
| 30 octobre  | Hughenden, Glasgow             | Glasgow Warriors    | 20 – 33 | Leinster            |
| 10 décembre | Recreation Ground, Bath        | Bath Rugby          | 31 - 26 | Glasgow Warriors    |
| 10 décembre | RDS Arena, Dublin              | Leinster            | 53 – 7  | CS Bourgoin-Jallieu |
| 17 décembre | Pierre-Rajon, Bourgoin-Jallieu | CS Bourgoin-Jallieu | 30 - 28 | Leinster            |
| 17 décembre | Firhill Stadium, Glasgow       | Glasgow Warriors    | 10 - 29 | Bath Rugby          |
| 14 janvier  | Pierre-Rajon, Bourgoin-Jallieu | CS Bourgoin-Jallieu | 9 - 22  | Bath Rugby          |
| 14 janvier  | RDS Arena, Dublin              | Leinster            | 46 - 22 | Glasgow Warriors    |
| 21 janvier  | Recreation Ground, Bath        | Bath Rugby          | 23 - 35 | Leinster            |
| 21 janvier  | Firhill Stadium, Glasgow       | Glasgow Warriors    | 50 - 35 | CS Bourgoin-Jallieu |

### Poule 6
| Équipe            | Pays           |
| ----------------- | -------------- |
| London Wasps      | Angleterre     |
| Stade toulousain  | France         |
| Llanelli Scarlets | Pays de Galles |
| Edinburgh Rugby   | Écosse         |

| Équipe               | Pts | J | V | N | D | EM | EE | BO | BD | PM  | PE  | Δ   |
| -------------------- | --- | - | - | - | - | -- | -- | -- | -- | --- | --- | --- |
| Stade toulousain (1) | 25  | 6 | 5 | 1 | 0 | 22 | 11 | 3  | 0  | 188 | 124 | +64 |
| London Wasps         | 14  | 6 | 2 | 1 | 3 | 18 | 13 | 2  | 2  | 173 | 118 | +55 |
| Llanelli Scarlets    | 12  | 6 | 2 | 0 | 4 | 18 | 26 | 2  | 2  | 152 | 206 | -54 |
| Edinburgh Rugby      | 11  | 6 | 2 | 0 | 4 | 14 | 22 | 1  | 2  | 121 | 186 | -65 |

| Date        | Lieu                     | Équipe            | Score   | Adversaire        |
| ----------- | ------------------------ | ----------------- | ------- | ----------------- |
| 22 octobre  | Ernest-Wallon, Toulouse  | Stade toulousain  | 50 - 28 | Llanelli Scarlets |
| 23 octobre  | Murrayfield, Édimbourg   | Edinburgh Rugby   | 32 - 31 | London Wasps      |
| 29 octobre  | Stradey Park, Llanelli   | Llanelli Scarlets | 15 – 13 | Edinburgh Rugby   |
| 30 octobre  | Adams Park, High Wycombe | London Wasps      | 15 – 15 | Stade toulousain  |
| 10 décembre | Murrayfield, Édimbourg   | Edinburgh Rugby   | 13 – 20 | Stade toulousain  |
| 11 décembre | Stradey Park, Llanelli   | Llanelli Scarlets | 21 - 13 | London Wasps      |
| 17 décembre | Ernest-Wallon, Toulouse  | Stade toulousain  | 35 - 13 | Edinburgh Rugby   |
| 17 décembre | Adams Park, High Wycombe | London Wasps      | 48 - 14 | Llanelli Scarlets |
| 14 janvier  | Stadium, Toulouse        | Stade toulousain  | 19 - 13 | London Wasps      |
| 14 janvier  | Murrayfield, Édimbourg   | Edinburgh Rugby   | 33 - 32 | Llanelli Scarlets |
| 21 janvier  | Adams Park, High Wycombe | London Wasps      | 53 - 17 | Edinburgh Rugby   |
| 21 janvier  | Stradey Park, Llanelli   | Llanelli Scarlets | 42 - 49 | Stade toulousain  |

## Quarts de finale
| Date      | Lieu                       | Équipe             | Score | Adversaire    |
| --------- | -------------------------- | ------------------ | ----- | ------------- |
| 1er avril | Walkers Stadium, Leicester | Leicester Tigers   | 12-15 | Bath Rugby    |
| 1er avril | Stadium, Toulouse          | Stade toulousain   | 35-41 | Leinster      |
| 1er avril | Lansdowne Road, Dublin     | Munster            | 19-10 | USA Perpignan |
| 2 avril   | Anoeta, Saint-Sébastien    | Biarritz olympique | 11-6  | Sale Sharks   |

## Demi-finales
| Date     | Lieu                    | Équipe             | Score | Adversaire |
| -------- | ----------------------- | ------------------ | ----- | ---------- |
| 22 avril | Anoeta, Saint-Sébastien | Biarritz olympique | 18-9  | Bath Rugby |
| 23 avril | Lansdowne Road, Dublin  | Leinster           | 6-30  | Munster    |

## Finale
| Équipes                 | Biarritz olympique - Munster |
| Score                   | 19 - 23 (10 - 17) |
| Date                    | 20 mai 2006 |
| Stade                   | Millennium Stadium, Cardiff |
| Spectateurs             | 74 534 |
| Arbitre                 | Chris White (Angleterre ) |
| Composition des équipes | |
| Biarritz olympique      | Titulaires : 15 Nicolas Brusque, 14 Jean-Baptiste Gobelet, 13 Philippe Bidabé, 12 Damien Traille, 11 Sireli Bobo, 10 Julien Peyrelongue, 9 Dimitri Yachvili, 8 Thomas Lièvremont (cap), 7 Imanol Harinordoquy, 6 Serge Betsen, 5 David Couzinet, 4 Jérôme Thion, 3 Census Johnston, 2 Benoît August, 1 Petru Bălan. Remplaçants : 16 Benjamin Noirot, 17 Benoît Lecouls, 18 Olivier Olibeau, 19 Thierry Dusautoir, 20 Manuel Carizza, 21 Julien Dupuy, 22 Federico Martin Aramburu. |
| Munster                 | Titulaires : 15 Shaun Payne, 14 Anthony Horgan, 13 John Kelly, 12 Trevor Halstead, 11 Ian Dowling, 10 Ronan O'Gara, 9 Peter Stringer, 8 Anthony Foley (cap), 7 David Wallace, 6 Denis Leamy, 5 Paul O'Connell, 4 Donncha O'Callaghan, 3 John Hayes, 2 Jerry Flannery, 1 Marcus Horan. Remplaçants : 16 Denis Fogarty, 17 Federico Pucciariello, 18 Mick O'Driscoll, 19 Alan Quinlan, 20 Tomas O'Leary, 21 Jeremy Manning, 22 Rob Henderson.                                         |
| Points marqués          | |
| Biarritz olympique      | 4 pénalités par Dimitri Yachvili (22e, 48e, 51e, 70e), 1 essai par Sireli Bobo (2e), 1 transformation par Dimitri Yachvili (2e) |
| Munster                 | 3 pénalités par Ronan O'Gara (8e, 42e, 73e), 2 essais par Trevor Halstead (16e) et Peter Stringer (31e), 2 transformations par Ronan O'Gara (17e, 31e) |
| Évolution du score      | 7-0, 7-3, 7-10, 10-10, 10-17, m-t., 10-20, 13-20, 16-20, 19-20, 19-23 |